# Rejon putylski
Rejon putylski – jednostka administracyjna w składzie obwodu czerniowieckiego Ukrainy.
Utworzony w 1961. Ma powierzchnię 884 km² i liczy około 25 tysięcy mieszkańców. Siedzibą władz rejonu jest Putyła.
Na terenie rejonu znajduje się 1 osiedlowa rada i 13 silskich rad, obejmujących w sumie 50 miejscowości.

## Spis miejscowości
- (Андреківське)
- (Бисків)
- (Бісків)
- (Дихтинець)
- (Довгопілля)
- (Фошки)
- (Галицівка)
- (Голошина)
- (Греблина Дихтинецька с.р.)
- (Греблина (Довгопільська с.р.)
- (Гробище)
- (Хорови)
- Jabłonica (Яблуниця)
- (Ями)
- (Киселиці)
- Koniatyn (Конятин)
- (Лустун)
- (Малий Дихтинець)
- (Мариничі)
- (Міжброди)
- (Нижній Яловець)
- (Околена)
- (Паркулина)
- (Петраші)
- (Підзахаричі)
- (Плай)
- (Плита)
- (Плоска)
- (Площі)
- (Поляківське)
- Putyła (Путила)
- (Рижа)
- (Рипень)
- (Розтоки)
- (Руська)
- (Самакова)
- (Сарата)
- (Селятин)
- (Сергії)
- (Соколій)
- Stebni (Стебні)
- (Шепіт)
- (Шпетки)
- (Тесницька)
- (Товарниця)
- (Тораки)
- (Усть-Путила)
- (Великий Липовець)
- (Верхній Яловець)
- (Випчина)
- (Замогила)